# Pyramica arahana
Pyramica arahana är en myrart som först beskrevs av Bolton 1983.  Pyramica arahana ingår i släktet Pyramica och familjen myror. Inga underarter finns listade i Catalogue of Life.